# Liriarchus perplexus
Liriarchus perplexus is een vlokreeftensoort uit de familie van de Caprellidae. De wetenschappelijke naam van de soort is voor het eerst geldig gepubliceerd in 1912 door Mayer.